# 金属共价有机框架材料
金属共价有机框架材料（MCOFs）是一种新型的材料，它结合了金属有机框架材料（MOFs）具有开放金属位点与共价有机框架材料（COFs）结构稳定性的优点，在催化、分子吸附与分离、检测传感等领域有着潜在应用。